# صدقة جارية
الصدقة الجارية هي كل عمل يبقى نافعًا للبشرية حتى بعد موت صاحبه، بمعنى آخر من ترك عملًا نافعا للبشرية يبقى مأجورًا عليه حتى بعد وفاته. عن أبي هريرة، عن النبي محمد أنه قال: «إذا مات ابن آدم انقطع عمله إلا من ثلاث: صدقة جارية، أو علم ينتفع به، أو ولد صالح يدعو له».

## أمثلة

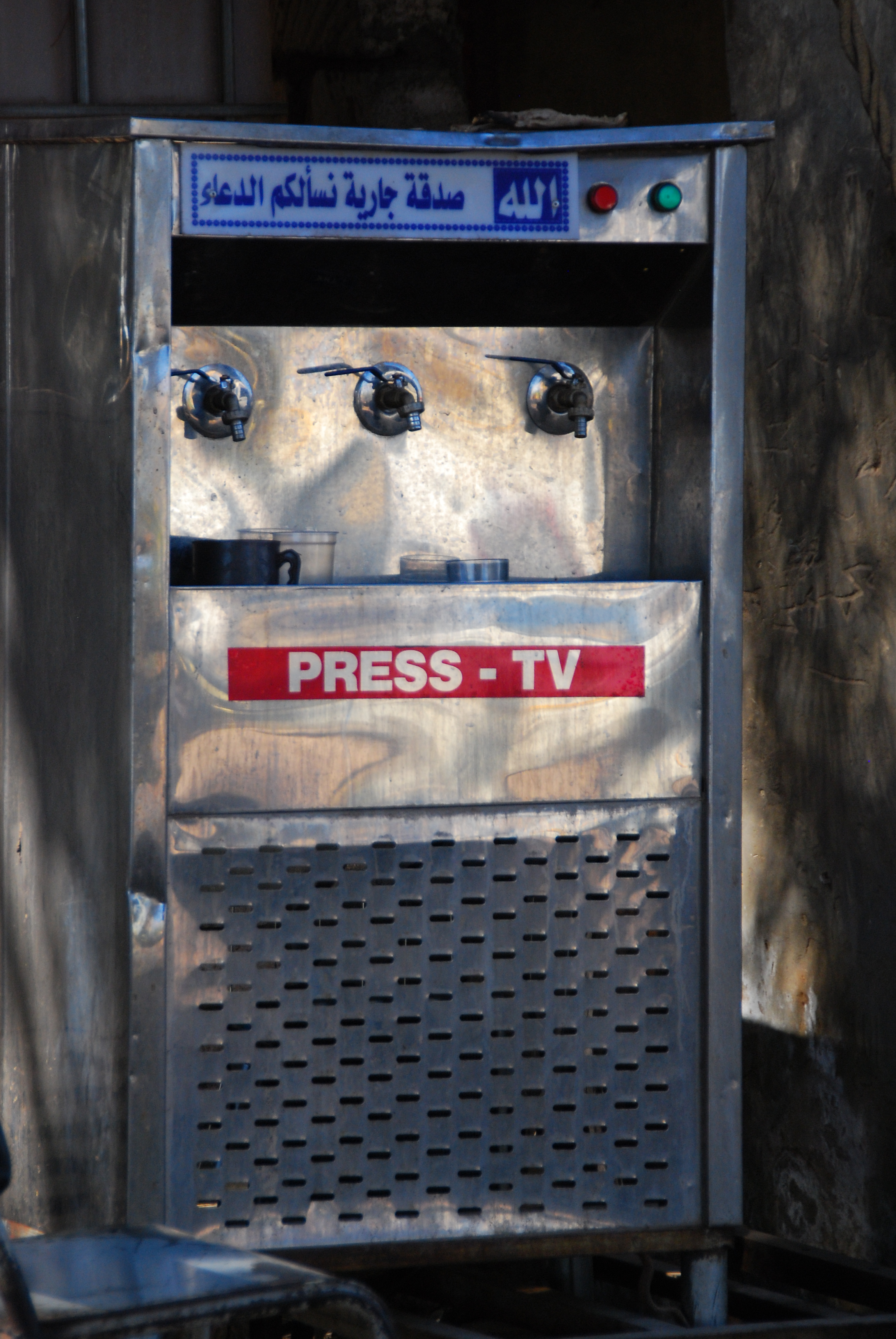
مبرد المياه على طريق صحراوي في مصر، أوقفه أحدهم صدقة جارية.

- بناء مسجد أو مستشفى أو مدرسة: فهي من أهم الصدقات الجارية التي يؤجر عليها صاحبها؛ حيث كلما انتفع الناس من ذلك إلا ويكون يكون الأجر لصاحبه حتى بعد وفاته.
- نشر العلم الشرعي: مثل إنشاء قناة فضائية إسلامية تُعنّى بنشر دين الإسلام، أو إنشاء موقع إسلامي على شبكة الإنترنت يُعنّى بنشر الدين، أو إنشاء مجلة أو صحيفة إسلامية لنشر العلم الشرعي.
- ترك علم ينتفع به: ويتجلى ذلك في نشر العلم والمساهمة فيه وخاصة العلوم الشرعية، ودعم المعاهد والأكاديميات والمراكز الشرعية، ودعم العلماء والدعاة القائمين عليها.
- الدعوة إلى الله: ليس هناك أعظم في الحسنات الجارية من الدعوة إلى الله، حيث أنه يرتفع الشخص في المراتب والدرجات عند الله وتزيد حسناته ويثبت على الدين ويكسب الجنة وينجو من النار.[4]

- ترك كتاب نافع: ويتجلى ذلك في تأليف الكتب العلمية والشرعية أو المشاركة فيها. ونشر المصاحف في المساجد.
- غرس شجرة: إن غرس الأشجار في الإسلام مستحب حيث لها ثلاث منافع أساسية وهي أكل ثمارها والاستراحة في ظلها وأخذ الخشب منها.
- حفر بئر: حفر الآبار هو أيضا مستحب حيث يسهل على الإنسان إيجاد الماء ويعتبر صدقة جارية لأنه حتى بعد موت الذي حفره تبقى البشرية تنتفع به.
- ترك أي شيء يبقى نافعا للبشرية يعتبر صدقة جارية

 قال رسول الله: (سبعٌ يجري للعبد أجرُهن وهو في قبره بعد موته: مَن علَّم علماً، أو أجرى نهراً، أو حفر بئراً، أو غرس نخلاً، أو بنى مسجداً، أو ورَّث مصحفاً، أو ترك ولداً يستغفر له بعد موته).

## فضل الصدقة
- قال الله تعالى:﴿الَّذِينَ يُنْفِقُونَ أَمْوَالَهُمْ بِاللَّيْلِ وَالنَّهَارِ سِرًّا وَعَلَانِيَةً فَلَهُمْ أَجْرُهُمْ عِنْدَ رَبِّهِمْ وَلَا خَوْفٌ عَلَيْهِمْ وَلَا هُمْ يَحْزَنُونَ ۝٢٧٤﴾ [البقرة:274]
- قال رسول الله: (من سنّ في الإسلام سُنّة حسنة فله أجرها وأجر من عمل بها من بعده من غير أن ينقص من أجورهم شيء ومن سنّ في الإسلام سُنّة سيئة كان عليه وزرها ووزر من عمل بها من بعده من غير أن ينقص من أوزارهم شيء) رواه مسلم برقم (1017).
- قال الشَّيخُ محمد صالح المنجد: «فإن من أعظم الأعمال أجرًا، وأكثرها مرضاةً لله عزوجل تلك التي يتعدَّى نفعُها إلى الآخرين؛ وذلك لأن نفعها وأجرها وثوابها لا يقتصر على العامل وحده؛ بل يمتد إلى غيره من الناس، فيكون النفع عامًّا للجميع. ومن أعظم الأعمال الصالحة نفعًا؛ تلك التي يأتيك أجرها وأنت في قبرك وحيدًا فريدًا، ولذا يجدر بالمسلم أن يسعى جاهدًا لترك أثرٍ قبل رحيله من هذه الدنيا ينتفع به الناس من بعده، وينتفع به هو في قبره وآخرته.»[6]
- «عن أبي هريرة رضي الله عنه قال: قال رسول الله ﷺ: ( إِنَّ مِمَّا يَلْحَقُ الْمُؤْمِنَ مِنْ عَمَلِهِ وَحَسَنَاتِهِ بَعْدَ مَوْتِهِ : عِلْمًا عَلَّمَهُ وَنَشَرَهُ ، وَوَلَدًا صَالِحًا تَرَكَهُ ، وَمُصْحَفًا وَرَّثَهُ ، أَوْ مَسْجِدًا بَنَاهُ ، أَوْ بَيْتًا لِابْنِ السَّبِيلِ بَنَاهُ ، أَوْ نَهْرًا أَجْرَاهُ ، أَوْ صَدَقَةً أَخْرَجَهَا مِنْ مَالِهِ فِي صِحَّتِهِ وَحَيَاتِهِ يَلْحَقُهُ مِنْ بَعْدِ مَوْتِهِ )» [7]
- «عن أبي هريرة رضي الله عنه أنَّ النَّبِيَّ ﷺ قَالَ: مَا مِنْ يَوْمٍ يُصْبِحُ العِبَادُ فِيهِ، إِلا مَلَكَانِ يَنْزِلانِ، فَيَقُولُ أحَدُهُمَا: اللهم أعْطِ مُنْفِقاً خلفا، ويقول الآخَر اللهم أعْطِ ممسكا تلفا» متفق عليه.
- «عن أبي هريرة رضي الله عنه عن النبي ﷺ قال: من أنفق زوجين فِي سَبِيلِ الله، دَعَاهُ خزنة الجنة، كل خَزنةِ باب أي: فل هلُم». قال أبُو بَكْرٍ: يَا رَسُولَ الله، ذَاكَ الَّذِي لا تَوَى عَلَيْهِ، فَقال النَّبِيُّ ﷺ: «إني لأرجو أنْ تكون منهم». متفق عليه.
- عَنْ عَدِيِّ بْنِ حَاتِمٍ رَضِيَ اللهُ عَنْهُ قَالَ: ذَكَرَ رَسُولُ الله صلى الله عليه وسلم النَّارَ فَأعْرَضَ وَأشَاحَ، ثُمَّ قال: «اتَّقُوا النَّارَ». ثُمَّ أعْرَضَ وَأشَاحَ حَتَّى ظَنَنَّا أنَّهُ كَأنَّمَا يَنْظُرُ إِلَيْهَا، ثُمَّ قال: «اتَّقُوا النَّارَ وَلَوْ بِشِقِّ تَمْرَةٍ، فَمَنْ لَمْ يجِدْ، فَبِكَلِمَةٍ طَيِّبَةٍ». متفق عليه.
- «عن أبِي هريرة رضي الله عنه أنَّ رسول الله ﷺ قَال: لا يَتَصَدَّقُ أحَدٌ بِتَمْرَةٍ مِنْ كَسْبٍ طَيِّبٍ، إِلا أخَذَهَا اللهُ بِيَمِينِهِ، فَيُرَبِّيهَا كَمَا يُرَبِّي أحَدُكُمْ فَلُوَّهُ أوْ قَلُوصَهُ، حَتَّى تَكُونَ مِثْلَ الجَبَلِ، أوْ أعْظَمَ». متفق عليه.
- «عن أَبِي هريرة رَضِي اللهُ عَنْهُ عَنْ رَسُولِ الله ﷺ قَالَ: ما نَقَصَتْ صَدَقَةٌ مِنْ مَالٍ، وَمَا زَادَ اللهُ عَبْداً بِعَفْوٍ إِلاَّ عِزا، وَمَا تَوَاضَعَ أَحَدٌ لله إِلاَّ رَفَعَهُ الله». أخرجه مسلم.

## كتب في فضل الحسنات الجارية
- اترك أثرًا قبل الرحيل، للشيخ محمد صالح المنجد.
- ضع بصمتك، للشيخ محمد العريفي.